# Königsfurt-Urania Verlag
Die Königsfurt-Urania Verlag GmbH ist ein deutscher Buchverlag mit Schwerpunkt Bücher, Kartensets und -decks im Bereich Tarot & Orakel, Gesundheit und Wohlbefinden sowie Märchen. Sein Programm steht für Moderne Spiritualität und Bewusster Leben. 
Der Verlagssitz befindet sich in Kiel.

## Geschichte
Der Königsfurt Verlag wurde im August 1989 in Klein Königsförde, Gemeinde Krummwisch bei Kiel, von Evelin Bürger und Johannes Fiebig gegründet. Der Urania Verlag wurde etwa 1979 in Sauerlach bei München gegründet und später nach Neuhausen am Rheinfall in der Schweiz verlegt. Seit dem 1. Januar 2007 fusionierten beide Verlage als Königsfurt–Urania Verlag mit Sitz in Klein Königsförde/Krummwisch bei Kiel. Im Jahr 2021 wurde der Verlagssitz nach Kiel verlegt. Jedes Jahr werden mehrere 100.000 Bücher und Tarot-/Orakel-/Spiel-Karten in Deutschland, Österreich und Schweiz abgesetzt.
Königsfurt–Urania ist der Partnerverlag der Europäischen Märchengesellschaft (EMG) mit Sitz in Rheine, Nordrhein-Westfalen.
Seit Januar 2012 hat Königsfurt-Urania zusätzlich das internationale Tarot- und Orakel-Business unter dem Namen AGM Urania mit weltweitem Vertrieb übernommen. Eine weitere Schwesterfirma ist die Spielkartenfabrik ASS Altenburger. Alle drei Firmen gehören zum belgischen Unternehmen Cartamundi mit Sitz in Turnhout. Aktuell liegt die Verlagsleitung bei Tobias Selke und Jennifer Lorenzen-Peth. [2] Frühere Geschäftsführer waren Martina Weihe-Reckewitz, Wilfried Aenderkerk, Stefan Luther.
Zu den teilweise langjährigen Autoren zählen unter anderem Johannes Fiebig und Evelin Bürger, Hajo Banzhaf, Osho, Klausbernd Vollmar, Regula Elizabeth Fiechter, Gertrud Hirschi, Chuck Spezzano, Sigrid Früh, Hermann Haindl, Ciro Marchetti, Barbara Liera Schauer, Diana Sans, Lilo Schwarz und Margarete Petersen. Dazu kommen mit Werken der Modernen Spiritualität Rebecca Campbell, Danielle Noel und junge Autorinnen wie Noemi Christoph und Tanja Brock. Im Bereich Gesundheit werden Werke von Hans Heinrich Rhyner, Irene Rhyner, Kerstin Rosenberg, Silvia Bürkle veröffentlicht.
Auch internationale Künstler setzen sich zunehmend mit Tarot auseinander, wie zum Beispiel Matt Hughes, Catrin Welz-Stein, Tillie Walden, Kitty Kahane, Lisa Sterle und Lorenzo Gaggiotti.